# Belimel Bay
Die Belimel Bay (englisch; bulgarisch залив Белимел saliw Belimel) ist eine 3,9 km lange und 5,9 km breite Bucht an der Südwestküste der Trinity-Insel im antarktischen Palmer-Archipel. Sie liegt zwischen dem Asencio Point und Spert Island.
Die bulgarische Kommission für Antarktische Geographische Namen benannte sie 2009 nach der Ortschaft Belimel im Nordwesten Bulgariens.